# José María de Areilza

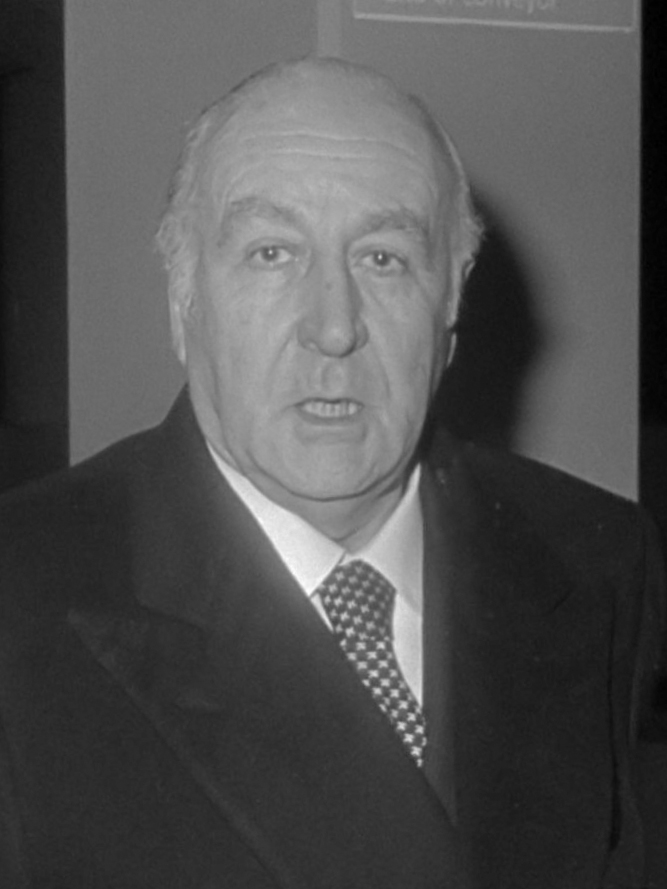
José María de Areilza (1976)

José María de Areilza y Martínez de Rodas, Conde de Motrico (* 3. August 1909 in Portugalete, Provinz Bizkaia, Baskenland, Spanien; † 22. Februar 1998 in Madrid) war ein spanischer Diplomat und Politiker.

## Biografie
De Areilza wurde 1932 als Conde de Motrico in den Adelsstand erhoben und war zwischen 1937 und 1938 Bürgermeister von Bilbao.
Während der Herrschaft von General Francisco Franco trat er in den diplomatischen Dienst ein und war zwischen 1947 und 1950 Botschafter in Argentinien. Von 1954 bis 1960 war er als Botschafter in den USA akkreditiert und im Anschluss bis 1964 als Botschafter in Frankreich.
Er war ein enger Berater des Thronprätendenten Juan de Borbón y Battenberg. Allerdings zog Franco dessen Sohn Juan Carlos als Thronanwärter im Falle der Rückkehr zur Monarchie vor.
Nach der Thronbesteigung seines Sohnes als König Juan Carlos I. nach dem Tode Francos 1975 wurde de Areilza am 11. Dezember 1975 Außenminister Spaniens und hatte während seiner bis zum 7. Juli 1976 dauernden Amtszeit maßgeblichen Anteil an der Verbreitung des neuen demokratisch orientierten Systems Spaniens in der Welt.
Für seine Verdienste um die Politik und Spanische Sprache wurde er 1987 zum Mitglied der Königlich Spanischen Akademie für die Sprache (Real Academia Española) gewählt.